# Zyklischer Code
Ein zyklischer Code ist ein in der digitalen Signalverarbeitung und der Nachrichtentechnik eingesetzter Kanalcode. Zyklische Codes sind Teil der Gruppe der linearen Codes und werden unter anderem zur Vorwärtsfehlerkorrektur auf Übertragungskanälen oder bei Datenspeichern eingesetzt.
Als solcher ist er die Basis für eine Reihe von Verfahren zur Signalübertragung, mit denen der Empfänger einer Nachricht diese auf Fehler prüfen kann, und gegebenenfalls aufgetretene Fehler ohne Rückfrage an den Sender durch die zusätzliche eingebrachte Redundanz korrigieren kann.

## Definition
Ein zyklischer Code {\displaystyle C} ist ein linearer Code, der zusätzlich folgende Eigenschaft hat: Ist {\displaystyle (a_{0},a_{1},\dots ,a_{n-1})} ein Codewort von {\displaystyle C}, dann ist auch {\displaystyle (a_{1},a_{2},\dots ,a_{n-1},a_{0})} ein Codewort von {\displaystyle C}. Daraus folgt, dass auch {\displaystyle (a_{2},a_{3},\dots ,a_{n-1},a_{0},a_{1}),(a_{3},a_{4},\dots ,a_{n-1},a_{0},a_{1},a_{2}),\ldots ,(a_{n-1},a_{0},a_{1},\ldots ,a_{n-2})} Codewörter von {\displaystyle C} sind.

## Polynomiale Darstellung
Zyklische Codes der Länge {\displaystyle n} lassen sich als Ideale des Rings {\displaystyle R:=\mathbb {F} _{q}[x]/(x^{n}-1)} beschreiben. Die Zeichen eines Codewortes {\displaystyle a} werden dabei als Koeffizienten eines Polynomes {\displaystyle a(x)} betrachtet:
{\displaystyle (a_{0},a_{1},a_{2},\dots ,a_{n-1})\leftrightarrow a_{0}+a_{1}x+a_{2}x^{2}+\dots +a_{n-1}x^{n-1}}.
Elemente des Rings {\displaystyle R} sind Restklassen von Polynomen bezüglich der Polynomdivision durch {\displaystyle x^{n}-1}. Jede Restklasse hat ein ausgezeichnetes Element vom Grad kleiner {\displaystyle n}, welches zur Bezeichnung der Restklasse verwendet wird: {\displaystyle a(x)=a_{0}+a_{1}x+\dots +a_{n-1}x^{n-1}}. Multiplikation mit {\displaystyle x} und Reduktion modulo {\displaystyle x^{n}-1} führen auf das Polynom
{\displaystyle x\,a(x)\mod x^{n}-1=a_{n-1}+a_{0}x+\dots +a_{n-2}x^{n-1}},
das gerade die zyklisch verschobene Koeffizientenfolge besitzt. Die Eigenschaft zyklisch zu sein bedeutet also im Polynomring, dass der Code {\displaystyle C} gegen Multiplikation mit {\displaystyle x} und somit mit Monomen beliebigen Grades abgeschlossen ist.
Da der Code {\displaystyle C} auch linear ist, also Vielfache und Summen von Codewörtern enthält, ergibt sich, dass mit einem Polynom {\displaystyle a(x)} auch die Koeffizientenfolgen aller Polynome {\displaystyle b(x)a(x)\mod x^{n}-1} im Code enthalten sind, der Code also einem Ideal im Ring entspricht.
Da {\displaystyle \mathbb {F} _{q}[x]} ein Hauptidealring ist, wird das Ideal, das von {\displaystyle (x^{n}-1)} und den Polynomen, die Codewörtern entsprechen, erzeugt wird, schon von einem darin enthaltenen Polynom {\displaystyle g(x)} kleinsten Grades erzeugt (Erzeugerpolynom). Dieses ist immer ein Teiler von {\displaystyle (x^{n}-1)}. Kennt man also alle Teilerpolynome von {\displaystyle (x^{n}-1)}, so kennt man auch alle zyklischen linearen Codes in {\displaystyle \mathbb {F} _{q}^{n}}. Besonderes Interesse genießen die Codes, die den irreduziblen Faktoren entsprechen.

## Codierung und Decodierung

### Codierung
Das Erzeugerpolynom {\displaystyle g(x)} habe den Grad {\displaystyle n-k}. Der Code hat dann die Dimension {\displaystyle k}. Ein Klartextwort {\displaystyle w\leftrightarrow w(x)=w_{0}+\dots +w_{k-1}x^{k-1}} wird entweder durch Multiplikation oder durch Division zu einem Codewort {\displaystyle c(x)} codiert:
Multiplikation
Die Multiplikation mit {\displaystyle g(x)} ist die offensichtliche Methode: {\displaystyle c(x)=w(x)\cdot g(x)}.
Division
Der Ring {\displaystyle R} ist ein Euklidischer Ring bezüglich der Polynomdivision. Daher sind in der Gleichung {\displaystyle w(x)\cdot x^{n-k}=q(x)\cdot g(x)+r(x)} die Polynome {\displaystyle q(x)} und {\displaystyle r(x)} mit {\displaystyle {\text{Grad}}(r(x))<{\text{Grad}}(g(x))} eindeutig bestimmt ({\displaystyle r(x)} wird mittels Polynomdivision berechnet). Das Wort {\displaystyle w(x)} wird dann nach {\displaystyle c(x)=w(x)\cdot x^{n-k}-r(x)} codiert.
Vorteil dieses Verfahrens ist einerseits, dass die Informationssymbole/Informationsbits direkt als Klartext im Codewort stehen. Weiterhin ist die schaltungstechnische Realisierung dieses Verfahren für Binärcodes sehr einfach (siehe unten).

### Decodierung
Ein empfangenes Wort {\displaystyle b(x)} wird durch {\displaystyle g(x)} dividiert. Ist der Rest gleich Null, war {\displaystyle b(x)} bereits aus dem Code. Ist der Rest ungleich Null, dann trat bei der Übertragung ein Fehler auf. Der Rest entspricht dabei dem Syndrom, das Wort kann dann mit Hilfe einer Syndromtabelle decodiert werden.
Schaltungstechnisch bedeutet dies, dass für die Codierung mittels Division und die Decodierung – im Großen und Ganzen – die gleichen Schaltungen verwendet werden können.

## Realisierungen

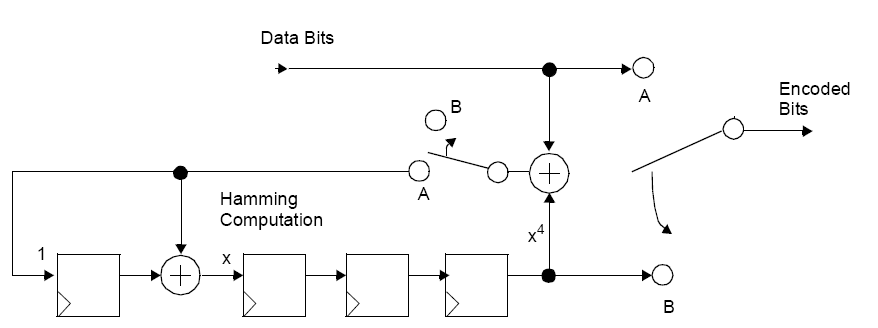
Zyklischer Codegenerator in Form eines LFSR

Der Vorteil von zyklischen Codes in praktischen Anwendungen, wie digitalen Schaltungen, besteht in der Möglichkeit, diese Codes mit linear rückgekoppelten Schieberegistern (LFSR) erzeugen zu können.
In nebenstehender Abbildung ist zur Veranschaulichung ein zyklischer (15,11)-Hamming Encoder mit dem Generatorpolynom z4 + z + 1 dargestellt. Im Encoder werden die Nutzdatenbits d als serieller Datenstrom in der Mitte oben eingelesen und rechts das Codewort c seriell ausgegeben. Die Schalter befinden sich zunächst in Stellung A: Damit werden im Codewort zunächst die Datenbits direkt ausgegeben und gleichzeitig in das LFSR geschoben. Sind alle Datenbits eines Datenwortes eingelesen, wechseln die beiden Schalter in Stellung B: Es wird nun bitweise der Inhalt des LFSR ausgegeben, der den Prüfstellen p entspricht. Sind alle Prüfstellen ausgegeben, wiederholt sich der Vorgang. Zur Vereinfachung sind die nötigen Taktleitungen und Synchronisationschaltungen in der Schaltskizze nicht dargestellt.
Die Decodierung von zyklischen Code auf Empfängerseite kann mittels LFSR erfolgen, wobei meist eine Syndromdecodierung zur Anwendung kommt.

### Beispiele
Neben den erwähnten zyklischen Hamming-Codes gibt es spezielle zyklischen Varianten der Reed-Solomon-Codes, die unter anderem im Datenformat der CD-ROM Anwendung finden. Wiederum ein Spezialfall der letztgenannten sind die Codes, die bei der zyklischen Redundanzprüfung (CRC) zur Fehlererkennung verwendet werden.